# German Wolf

German Wolf

German Wolf (* 12. Oktober 1830 in Nendingen; † 17. April 1890 in Konstanz) war ein Pionier der Fotografie in Württemberg und Hoffotograf des Großherzogs von Baden.

## Leben
German Wolf wuchs in kleinbürgerlichem Umfeld in Südwürttemberg auf. Sein Vater war der Gemeindepfleger Adam Wolf, der von 1861 bis 1869 als Nachfolger von Barnabas Mattes Schultheiß von Nendingen war.

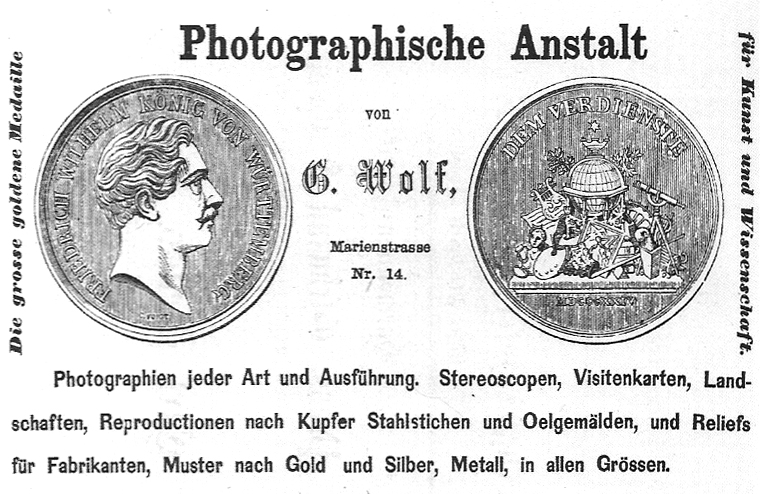
Anzeige von German Wolf mit der Abbildung der königlichen Verdienstmedaille für Kunst und Wissenschaft (1862)

Nach seiner Ausbildung in Nendingen heiratete German Wolf Barnabas Mattes’ Tochter Maria. Das junge Ehepaar ging nach Stuttgart, wo German Wolf sich das noch neue Wissen über die Fotografie aneignete. Mehrere Jahre arbeitete Wolf danach als Wanderfotograf in Südwestdeutschland und in der Schweiz. Seine Frau blieb in Stuttgart, zwischendurch ist 1863 der gemeinsame Sohn Alfred in Stuttgart geboren, der später in die beruflichen Fußstapfen seines Vaters trat.
Zum 1. November 1859 übernahm German Wolf von Johann Michael Holder sein elegantes, mit viel Licht ausgestattetes Atelier in der Tübinger Straße 7 in Stuttgart. Er machte sich einen Namen, insbesondere habe er sich durch Fotografien des Kronprinzen Karl I. und der Kronprinzessin Olga als „Meister in seiner Kunst hervorgetan“. Nach Martini (11. November) 1861 bezog Wolf sein neues Atelier im Hinterhaus der Marienstraße 14, wo er bis zu seinem Umzug nach Konstanz arbeitete.
Da seine erste Frau Maria früh verstarb, heiratete Wolf in Konstanz am 23. Mai 1864 Pauline Herter. Im gleichen Jahr zog er dorthin und gründete die Firma „Kunstanstalt und Verlag, Architektur- und Landschaftsaufnahmen bis zu den größten Formaten“. Mit seiner zweiten Frau hatte er den Sohn Eugen, der ebenfalls Fotograf wurde. German Wolf starb etwas verfrüht mit 59 Jahren. Seine Konstanzer Firma wurde, nachdem sie eine kurze Zeit von beiden Söhnen geführt worden war, später von Eugen Wolf erfolgreich fortgeführt.

## Werk

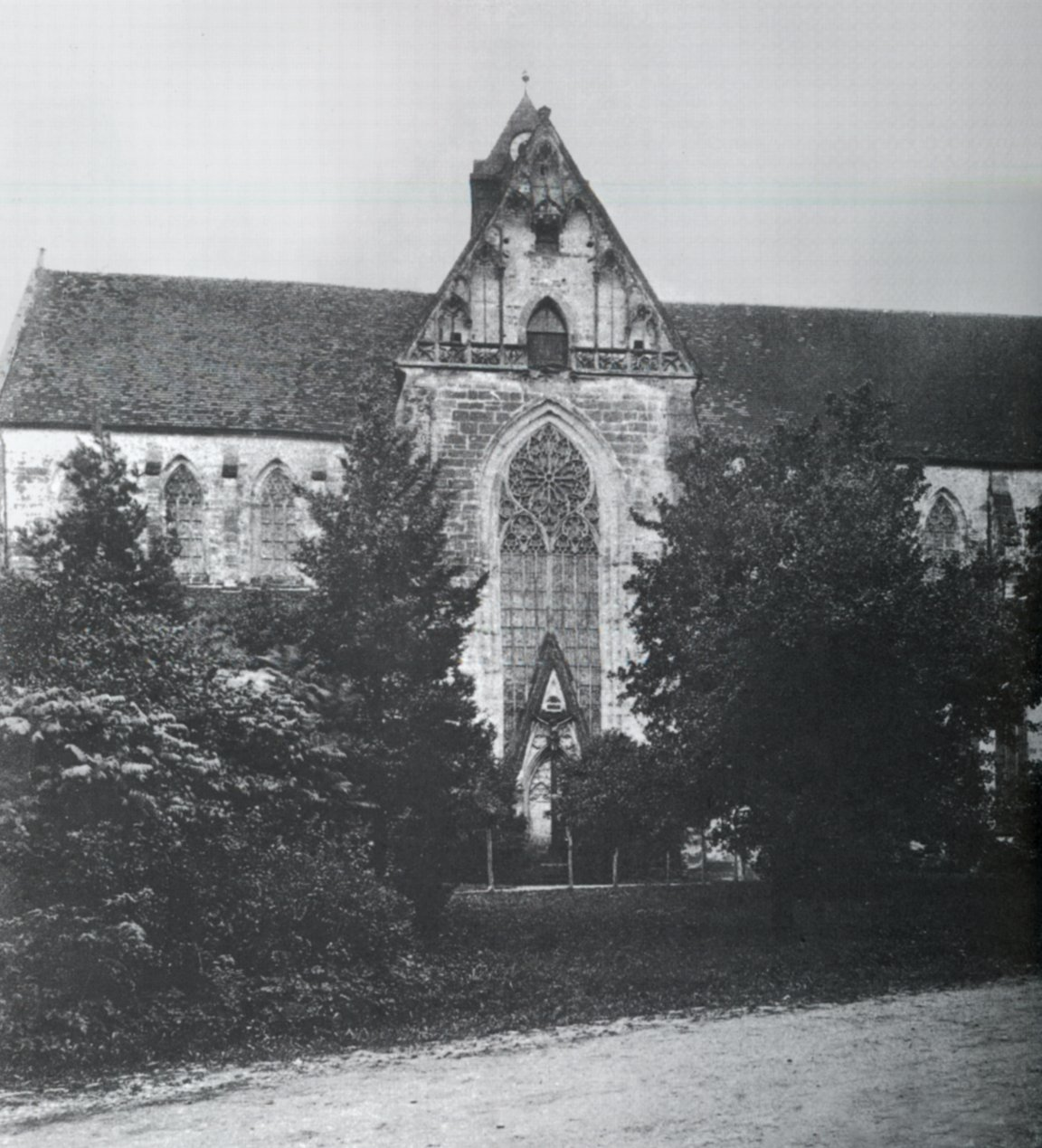
German Wolf: Nordfassade des Salemer Münsters, vor 1885

Als Heimatverbundener fertigte er im Jahr 1858 die erste Fotografie seiner Geburtsgemeinde Nendingen an. Wolf besaß zwar seit 1859 ein Atelier, wo er Auftragsporträts anfertigte, doch reizte ihn immer die Möglichkeit, mit der Fotografie die Schönheit der Heimat oder bestimmte Ereignisse festzuhalten.
Wolfs aufsehenerregende Fotografien von den Freskomalereien im Auftrag des württembergischen Königs Wilhelm im Neuen Schloss, die er kurz nach der Eröffnung seines ersten Ateliers in Stuttgart machte, waren Anlass, ihm 1861 die königlich württembergische Verdienstmedaille für Kunst und Wissenschaft zu verleihen.
Nach dem Umzug nach Konstanz widmete sich Wolf leidenschaftlich dem Fotografieren der Stadtansichten, Baudenkmälern, Persönlichkeiten und gesellschaftlichen Ereignissen dieser Stadt. In Anerkennung seiner wertvollen Dokumentation wurde ihm 1870 vom Großherzog Friedrich von Baden der Titel eines Hoffotografen verliehen. 1871 reiste er extra nach Straßburg, um die Zerstörung der Stadt im Deutsch-Französischen Krieg zu dokumentieren. In den 1870er und 1880er Jahren reiste er immer durch südliches Baden, um Landschaften, hauptsächlich Stadtlandschaften festzuhalten. Diese zum Kauf angebotenen Ansichten vervielfältigte er teilweise im eigenen Verleg, teilweise im fremden Verlag, wie z. B. J. Weise Hofbuchhandlung in Stuttgart, der ihm größeren Absatz sicherte.
Mehr als 7500 Plattennegative des Wolf'schen Ateliers befinden sich heute im Konstanzer Stadtarchiv.

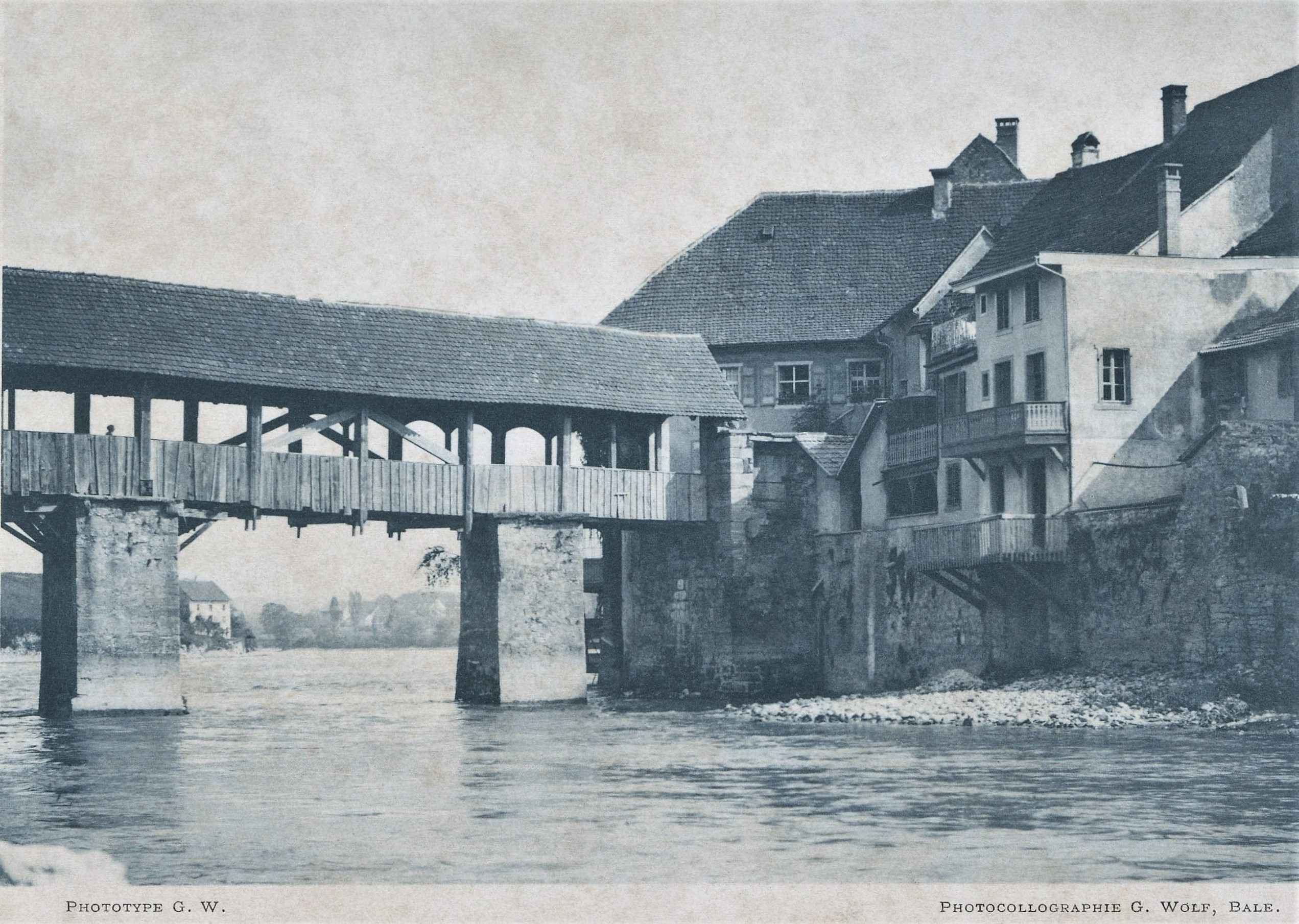
Alte Rheinbrücke von Rheinfelden (um 1889)

## Bibliographie

### Weitere Literatur
- Jürgen Klöckler, Norbert Fromm: Der Bodensee in frühen Bildern. Photographien aus der Sammlung Wolf 1860−1930, Thorbecke-Verlag, Ostfildern 2005, S. 144, ISBN 978-3-7995-6839-5 (= Konstanzer Geschichts- und Rechtsquellen, 39).
- Jürgen Klöckler, Norbert Fromm: Zwischen Mittelalter und Moderne. Konstanz in frühen photographischen Darstellungen: Bilder aus der Sammlung Wolf 1860–1930, Thorbecke-Verlag, Ostfildern 2003, ISBN 978-3-7995-6838-8, S. 144 (= Konstanzer Geschichts- und Rechtsquellen, 38).
- Norbert Fromm: Die Konstanzer Fotografen-Dynastie Wolf. Gut Licht! DRW-Verlag Weinbrenner, Karlsruhe 2003.
- Norbert Fromm: Der Nachlaß Wolf im Konstanzer Stadtarchiv, Theiss, Stuttgart 1992.
- Helmut Maurer: Der Hofphotograph German Wolf (1830–1890) und Konstanz im ausgehenden 19. Jahrhundert, Konstanz 1979 (= Konstanzer Almanach 25).
- Erich Hofmann, Paul Motz: Das alte Konstanz in Bildern der Hofphotographen Wolf aus den Jahren 1860 bis 1918, Friedrich Stadler Verlag, Konstanz 1966, S. 136.